# مجلة التنمية المستدامة لأنظمة الطاقة والمياه والبيئة
مجلة التنمية المستدامة لأنظمة الطاقة والمياه والبيئة هي مجلة تنشر كل أربعة أشهر تكمن غن مراجعة النظراء والوصول المفتوح لِمجلة علمية حيث يضمن دراسات الاستدامة. ورئيس التحرير هو نيفين دويتش (جامعة زغرب).

## التجريد والفهرسة
تُجرد المجلة وتفهرس في فهرس الاقتباس من المصادر الناشئة وسكوبوس. وفقًا لـ تقارير الاقتباس من المجلة، حيث حصلت المجلة على عامل التأثير لعام 2022 2.1.

## روبط خارجية
- الموقع الرسمي